# Bernard Longley

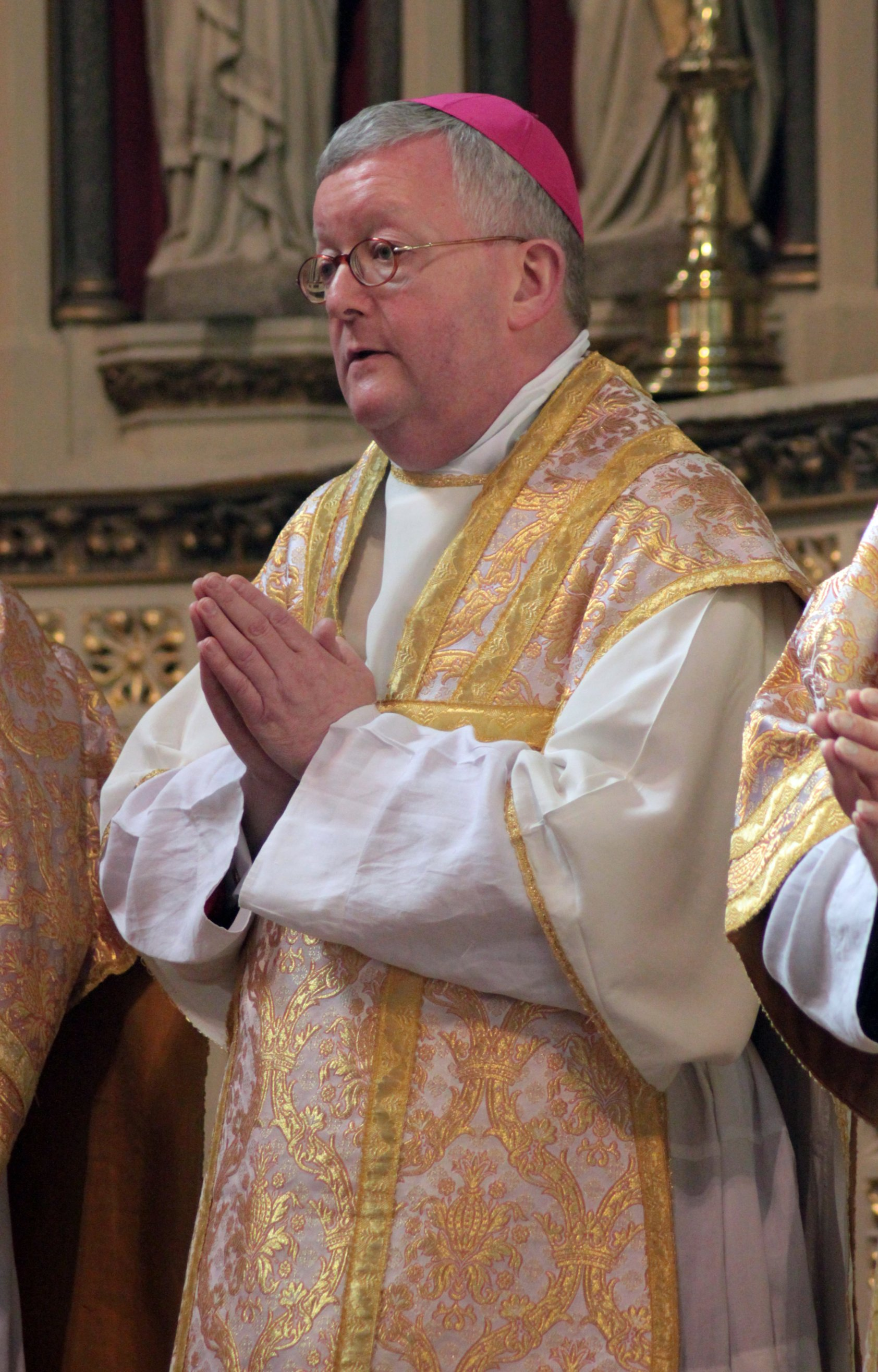
Erzbischof Bernard Longley (2010)

Erzbischofswappen

Bernard Longley (* 5. April 1955 in Manchester, England) ist ein britischer römisch-katholischer Geistlicher und Erzbischof von Birmingham.

## Leben
Bernard Longley studierte am Royal Northern College of Music und am New College in Oxford. Er empfing am 12. Dezember 1981 das Sakrament der Priesterweihe und arbeitete anschließend als Seelsorger in Epsom sowie in psychiatrischen Pflegeeinrichtungen. Ab 1991 nahm er auf Diözesanebene, ab 1996 auch bei der katholischen Bischofskonferenz von Großbritannien verschiedene Aufgaben im Bereich der Ökumene wahr. 1999 wurde er zum Moderator des Koordinationsausschusses der Kirchen von Großbritannien und Irland und zum Generalsekretär der Bischofskonferenz von England und Wales mit Zuständigkeit für Fragen der Ökumene und des interreligiösen Dialogs ernannt.
Papst Johannes Paul II. ernannte ihn am 4. Januar 2003 zum Titularbischof von Zarna und Weihbischof in Westminster. Die Bischofsweihe empfing Longley zusammen mit Alan Stephen Hopes am 24. Januar 2003 durch den Erzbischof von Westminster, Cormac Kardinal Murphy-O’Connor. Mitkonsekratoren waren der Koadjutorbischof von Leeds, Arthur Roche, und der Bischof von Arundel und Brighton, Kieran Thomas Conry.
Am 1. Oktober 2009 ernannte ihn Papst Benedikt XVI. zum Erzbischof von Birmingham. Die Amtseinführung fand am 8. Dezember desselben Jahres statt.
Bernard Longley ist Großoffizier im Ritterorden vom Heiligen Grab zu Jerusalem.

## Mitgliedschaften
Bernard Longley ist Mitglied folgender Institutionen der römischen Kurie:
- Päpstlicher Rat zur Förderung der Neuevangelisierung (2011–2022)[2]
- Dikasterium zur Förderung der Einheit der Christen (seit 2025)[3]
- Dikasterium für den Interreligiösen Dialog (seit 2025)[4]